# Jacob Cobaert
Jacob Cobaert, född omkring 1535 i Enghien, död 1615 i Rom, var en flamländsk skulptör under barockepoken. Han har bland annat utfört skulpturen Den helige Matteus och ängeln i kyrkan Santissima Trinità dei Pellegrini i Rom. 